# (473105) 2015 HO172
(473105) 2015 HO172 es un asteroide perteneciente al cinturón de asteroides, descubierto el 25 de octubre de 2008 por el equipo del Spacewatch desde el Observatorio Nacional de Kitt Peak, Arizona, Estados Unidos.

## Designación y nombre
Designado provisionalmente como 2015 HO172.

## Características orbitales
2015 HO172 está situado a una distancia media del Sol de 2,780 ua, pudiendo alejarse hasta 3,223 ua y acercarse hasta 2,337 ua. Su excentricidad es 0,159 y la inclinación orbital 7,677 grados. Emplea 1693 días en completar una órbita alrededor del Sol.

## Características físicas
La magnitud absoluta de 2015 HO172 es 16,5.